# John Carlson (Saxophonist)
John Carlson ist ein US-amerikanischer Jazzsaxophonist und Kirchenmusiker.
Carlson studierte an der North Texas State University und bis 1986 an der Northern Illinois University  und arbeitete als Musiker in Chicago. Seit 1987 gehörte er der Willow Creek Community Church an, deren musikalischer Direktor er von 1991 bis 1998 war. Er arbeitete in Worship Teams mit Tommy Walker, Darlene Zschech, Israel Houghton und Nichole Nordeman und in Jazzformationen mit Kirk Whalum und Abe Laboriel Sr. zusammen.
In der Zeit entstand seine CD Expressions Of Instrumental Worship (Preludes I & Preudes II), deren Arrangements international in den WIllow-Creek-Gemeinden in Gebrauch sind. Bis 2001 wirkte er als Product Development Director der Willow Creek Association. Von 2002 bis 2004 war er Musikdirektor und Direktor des technischen Teams der McKinney Fellowship Bible Church, seit 2004 ist er Musikdirektor der Parkview Evangelical Free Church in Iowa City.
Als Jazzmusiker trat er u. a. mit Louis Bellson Jon Faddis, Bob Mintzer, James Moody und Clark Terry auf.

## Diskographie
- Ever Devoted
- A Place To Call Home
- To Know You More
- Live in Germany - Congress 98
- Preludes I
- Predludes II
- Leqave a Light On
- Norman Stockton: Pondering the Sushi
- Peter Zak: Peter Zak